# Dobri Iwanow
Dobri Marinow Iwanow (bułg. Добри Маринов Иванов; ur. 22 listopada 1965) – bułgarski zapaśnik walczący w stylu klasycznym. Olimpijczyk z Barcelony 1992, gdzie zajął jedenaste miejsce w kategorii 74 kg.
Trzykrotny uczestnik mistrzostw świata, srebrny medalista w 1990 i brązowy 1986 a czwarty w 1987. Trzeci na mistrzostwach Europy w 1987 roku.
- Turniej w Barcelonie 1992

Pokonał Paulo Martinsa z Portugalii i Wei Qingkuna z Chin, a przegrał z Kubańczykiem z Néstorem Almanzą i reprezentantem WNP Mynacakanem Iskandarianem.